# Spolzgad
Spolzgad (Slytherin) je eden od štirih domov Bradavičarke, čarovniške šole iz serije fantazijskih romanov o Harryju Potterju britanske pisateljice J. K. Rowling.
Spolzgad je dobil ime po enem izmed ustasnoviteljev, Salazarju Spolzgadu. Tradicija je, da so v njem ambicijozni in predkani čarovniki, ki dosežejo vse, kar hočejo. Za vstop v dom je pomembna tudi čistokrvnost, saj imajo globok odpor do bunkeljnov, polkrvnih čarovnikov in tistih, ki se z njimi družijo. Zato so pri drugih domovih osovraženi in nezaželeni, tudi zato, ker je ta dom obiskoval sam Mrlakenstein. Barvi Spolzgada sta siva in zelena, Spolzgadov element je voda. Kot vsak dom ima tudi Spolzgad svojega duha, in sicer Krvavega barona.  Krvavi baron je star več stoletij, smrt pa si je zaslužil z ubojem svoje ljubezni.

"Morda pa boste v Spolzgadu

in tam najdete prijateljev broje,

ti prevejani lisjaki

vedno dosežejo svoje."

- Klobuk Izbiruh

## Vrednote
Spolzgadovci so ambiciozni, iznajdljivi, prekajeni, močne vodje in nagnjeni k uspešnem doseganju ciljev. Imajo tudi visoko razvite čute za samoohranitev. To pomeni, da Spolzgadovci oklevajo, preden odreagirajo, zato pretehtajo vse možne izhode, preden se odločijo natančneje kaj bodo naredili.
Po mnenju Albusa Dumbledorja, so vrednote, ki jih je Salazar cenil pri učencih vklučevale pamet, iznajdljivost, odločnost in "določeno neupoštevanje pravil". Dumbledore je opazil, da so bile vse te vrednote enake Harryjevim, ki je bil v Gryfondomu.

## Grb
Grb Spolzgada predstavlja kača, ki je po vsej verjetnosti imitacija baziliska, kače samega Salazarja. Grb

## Čistokrvnost
"Saj sem vedel, da je bil Salazar Spolzgad navaden norec. Nisem pa vedel, da je bil on tisti, ki si je izmislil to neumnost s čisto krvjo.

 V njegovem domu ne bi bil, pa če bi mi plačali. Resno, če bi me Izbiruh poskušal vtakniti v Spolzgad, bi sedel na vlak in se odpeljal naravnost domov."

Ron Weasley o Salazarju.

Klobuk Izbiruh meni, da je čistokrvnost posrednik za izbiranje Spolzgadovcev. Spolzgadovci, ki bi bili "brezkrvneži" obstajajo, ampak so izredno redki. Obstajajo tudi primeri  Spolzgadovcev, ki so bili polkrvni, kot na primer Mark Neelstin in Robavs Raws. Harry Potter je bil skoraj razvrščen v Spolzgad, ampak je končal v Gryfondomu, saj ni hotel priti v Spolzgad. Tudi čistokrvneži so lahko razvrščeni v druge domove, primeri vključujejo družino Weasley, Siriusa Blacka, Nevilla in Jamesa Potterja, ki so bili razvrščeni v Gryfondom, Ernie MacMillan v Pihpuff in še dva druga učenca, razvrščena v Drznvraan.
Nasprotno z željami drugih ustanoviteljev šole, je Salazar želel strog nadzor - učencev na šolo, po njegovem naj bi bili sprejeti le čistokrvni učenci. Spor glede te teme je sprožil odhod Salazarja iz šole, vseeno pa je za sabo pustil Dvorano Skrivnosti. Tisoč let kasneje, se Salazarjeve vrednote še vedno upoštevajo pri vstopu v dom, čistokrvnost pa je pomembna samo v tem domu.

## Spolzgadovska dnevna soba
Spolzgadova dnevna soba se nahaja v ječah, in leži pod Jezerom. Vanjo se pride skozi prehod ki se pretvarja da je kamnita stena, seveda pa je za vstop potrebno tudi geslo. Zaradi lokacije, je svetloba v dnevni sobi zelena. Harry Potter je vstopil v Spolzgadovsko dnevno sobo v drugem letniku, spremenjen v Goyla (preko mnogobitnega napoja).

## Znani Spolzgadovci
- Dreco Malfoy
- Gregory Goyle
- Vincent Crabbe (†)
- Gatka Garkinson
- Bole
- Graham Pritchard
- Blaise Zabini
- Mark Neelstin (Mrlakenstein) (†)
- Limax Hudlagod
- Warrington
- Marcus Flint
- Montague
- Krasotilya L'Ohol (†)
- Lucius Malfoy
- Narcissa Malfoy
- Miles Bletchly
- Garra Bick
- Robaus Raws (†)
- Scorpius Malfoy
- Cacija Carrow
- Collegus Carrow
- Phienas Thezhack
- Kalvara Temyna